# Gronetseck
Das Gronetseck ist ein weitgehend bewaldeter Gipfel in den Bayerischen Voralpen. Es liegt im gebirgigen und unbewohnten südöstlichen Teil der Gemeinde Gaißach. Auf der historischen Flurkarte ist es als Grainharts Eck verzeichnet.
Ein einfacher Zustieg führt über Forstwege und die gut knapp 900 Meter östlich und mit einer Höhenlage von 1312 Meter um 34 Meter höher gelegene Fockensteinhütte 64 Meter nördlich bis rund 12 Meter Höhenunterschied unterhalb des nur flach ausgeprägten Gipfels.